# Ougarit (roman)
Pour les articles homonymes, voir Ougarit.
Ougarit est le premier roman de Camille Ammoun. Paru le 21 août 2019 aux Éditions Inculte, il a reçu le prix France-Liban en 2019 et le prix Écrire la Ville en 2020.

## Synopsis
Ougarit Jérusalem, un urbanologue franco-syrien de renom, arrive à Dubaï où il est appelé par un haut fonctionnaire du gouvernement de la ville pour insuffler une âme urbaine à cette cité sortie du désert.

## Personnages
- Ougarit Jérusalem : Urbanologue franco-syrien
- Oriol Casals : Capitaine au long cours, ancien libraire catalan
- Azadeh Gul : Galeriste iranienne
- Ali al Jumeiri : Haut fonctionnaire au gouvernement de Dubaï
- Fahd bin Butti : Responsable de la sécurité de l'émirat de Dubaï
- Massoud Abolfazl : Commerçant émirati d'origine iranienne
- Alexeï Arseniev : Investisseur russe
- Prakash Shekhar : Négotiant indien
- Luqman Tarabeddine : Cheikh druze du Mont-Liban
- Khalifa Minchar : Jeune flic émirati

Quelques personnalités réelles sont rencontrées dans le roman : Jorge Luis Borges, Mohammad Rawas, Mia Khalifa.

## Accueil critique
- Dans Les Inrocks, « Ce premier roman surprenant et ambitieux plonge au cœur de Dubaï, où Ougarit Jérusalem, urbanologue franco-syrien de renom, est appelé pour insuffler une âme à cette Alphaville construite au milieu du désert. Roman d’aventures, fiction politique et farce baroque, Ougarit fait autant penser à J.G. Ballard pour ses descriptions d’un futur urbain sidérant qu’au Dave Eggers d’Un hologramme pour le roi. Personnages, intrigue, ton : tout est juste, subtil, avec un zeste de loufoquerie bienvenu dans cet univers aride[1]. »
- Dans L’Opinion, pour Bernard Quiriny « Bien des villes ont leur roman, certaines en ont plusieurs. Je ne crois pas que Dubaï avait déjà eu cet honneur, c’est à présent chose faite. Ougarit est avant tout un portrait de la ville, comme si l’écriture romanesque était la forme ultime de l’urbanologie, cette discipline créée par l’auteur[2]. »
- Dans L'Orient-Le Jour, pour Joséphine Hobeika « Camille Ammoun propose dans son premier opus un voyage en Orient post-moderne, au cours duquel le héros découvre le pouvoir de l’écriture, qui semble être la plus à même d’esquisser la saveur irréductible d’une ville, et l’attachement qu’elle génère[3]. »
- Dans L'Orient littéraire, pour Charif Majdalani « Ougarit est d’abord et surtout une profonde et passionnante réflexion sur les questions urbaines dans le monde contemporain, sur le devenir des villes, sur leur rapport à leur passé, sur ce qui fait qu’on s’y attache et, plus que tout, sur l’énigme de la représentation imaginaire qu’on se fait de chaque cité, et donc sur la question de l’âme urbaine[4]. »